# Deportivo La Coruña
Real Club Deportivo de La Coruña – hiszpański klub piłkarski założony w 1906 roku z siedzibą w galicyjskiej miejscowości A Coruña, od sezonu 2024/2025 występujący w Segunda División.
Założony w 1906 roku jako Club Deportivo de la Sala Calvet przez Federico Fernández-Amor Calvet, Deportivo raz zdobyło tytuł mistrzowski w sezonie 1999/2000 i pięć razy zajęło drugie miejsce. Klub zdobył także dwukrotnie Puchar Króla (1994/1995 i 2001/2002) oraz trzy Superpuchary Hiszpanii, zajmuje 12. miejsce w tabeli wszech czasów La Liga. Klub był stałym uczestnikiem europejskich rozgrywek, grając w Lidze Mistrzów UEFA przez pięć kolejnych sezonów w latach 2000–2005, dwukrotnie dochodząc do ćwierćfinału, a raz do półfinału w sezonie 2003/2004.
Deportivo od 1944 roku rozgrywa domowe mecze na stadionie Riazor, który może pomieścić 32 660 kibiców. Ich tradycyjny strój domowy składa się z koszul w niebiesko-białe paski, niebieskich szortów i skarpet. Klub rywalizuje z Celtą Vigo, a mecze między obiema drużynami znane są jako derby Galicji.

## Historia

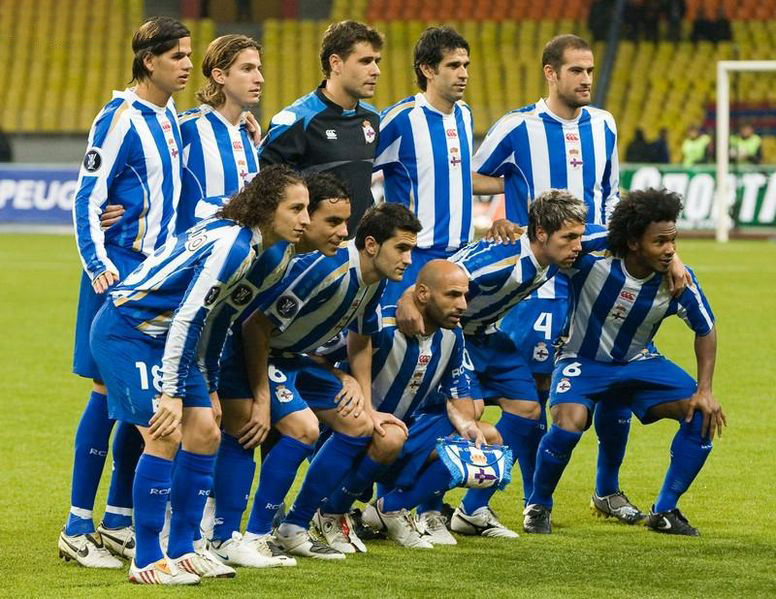
Zawodnicy drużyny (2008)

W 1902 José María Abalo wrócił do rodzinnej miejscowości A Coruña ze studiów w Anglii, gdzie zdobył doświadczenie w piłce nożnej, które następnie rozpowszechnił w mieście. W marcu 1904 roku miał miejsce pierwszy poważny mecz, który odbył się w Corralón de la Gaiteira i został rozegrany z załogą angielskiego statku „Diligent”. Od tego czasu w La Corunii odbywały się częste spotkania w miejscowym gimnazjum Sala Calvet. W 1906 został oficjalnie założony Deportivo de la Sala Calvet. Pierwszym prezydentem został Luis Cornide. Następnie nazwa została zmieniona na RC Deportivo de La Coruńa. Pierwszy podstawowy skład tworzyli: Salvador Fojón, Venancio Deus, Juan Long, Ángel Rodríguez, Manuel Álvarez, Daniel Aler, Paco Martínez, Félix de la Paz, Virgilio Rodríguez, Juan Manuel López i Martínez Urioste. Dwa i pół roku później król Hiszpanii – Alfonso XIII przyznał klubowi status „królewski” i sam został jego honorowym prezydentem. Od tego momentu klub nazywa się Real Club Deportivo de La Coruńa. W tym samym czasie drużyna przeniosła się ze stadionu at Corralón de la Gaiteira i do tej pory rozgrywa tam mecze.
W 1920, po zwycięstwie reprezentacji Hiszpanii na Igrzyskach Olimpijskich w Antwerpii, wzrosło zainteresowanie piłką nożną. Jako że Deportivo było częścią miasta, brało udział w różnego rodzaju turniejach zarówno w Galicji, jak i poza nią. Działo się tak do czasu, kiedy w 1928 została oficjalnie założona liga piłkarska. W pierwszym sezonie La Coruna przegrała kwalifikacje i nie grała w najwyższej klasie rozgrywek. Pierwszy historyczny sezon w Segunda División zakończyła na 8. miejscu na 10 drużyn. Pozostała ówczesna dziewiątka to: Alavés, Sevilla FC, Celta Vigo, Valencia CF, Real Betis, Iberia, Oviedo, Sporting Gijón i Rácing de Madrid. W 1932 roku, wciąż grając w drugiej lidze, Deportivo pokonało Real Madryt w Copa del Rey.
W sezonie 1940/1941 Deportivo pierwszy raz awansowało do Primera División. Stało się to po pokonaniu Murcii 2:1 w meczu o awans. Ówczesny skład to: Acuńa, Novo, Pedrito, Muntané, Molaza, Reboredo, Breijo, Guimerans, Elícegui, Chacho i Chao. Każdy z graczy dostał za to 2000 peset (20 euro).
W 1945 drużyna spadła do drugiej ligi. W sezonie 1949/1950 Deportivo uzyskało drugie miejsce w Primera División. Trenerem wówczas był Scopelli, a prezydentem Chaver Gómez. W finałowym meczu zespół przegrał z Atletico Madryt. Skutkiem słabej kondycji finansowej klubu były problemy z utrzymaniem wychowanków w drużynie. Zawodnicy upuszczali klub, a drużyna kolejno w latach 1963, 1965, 1967, 1970 i 1973 była relegowana. Po spadku do drugiej ligi Deportivo znajdowało się na przemian w Segunda B División i Tercera División. W 1988 prezydentem klubu wybrany został Augusto César Lendoiro. Dług sięgał 4 mln euro.
W sezonie 1989/1990 Deportivo powróciło do Primera División. W sezonie 1991/1992 w drużynie grali Claudio, Ribera, López-Rekarte, Canales, Liańo, Kirov i Kiriakov, Albístegui, Djukic, Lasarte, López-Rekarte/Mariano Hoyas – Fran, Kanatlarovski, Kiriakov, José Ramón – Claudio; trenerem był Marco Antonio Koronat.
W sezonie 1992/1993 Deportivo stało się Spółką Anonimową (SAD). W 1992 kontrakty z zespołem podpisali m.in. 24-letni Mauro Silva i 28-latek Bebeto. Deportivo wygrało pierwszych 5 spotkań, w tym pokonało Real Madryt 3:2, przegrywając 0:2. Bebeto został Pichichi Primera División. Zimą zespół znajdował się na 1. miejscu w tabeli i zakończył sezon jako trzeci. W sezonie grali m.in. Liańo – Nando, Albístegui, Ribera, Djukic, López-Rekarte – Fran, Mauro Silva, Aldana – Bebeto, Klaudio. Do drużyny dołączyli Donato, Manjarín, Paco, Elduayen, Voro, Pedro Riesco i Alfredo. Na początku grudnia Deportivo było na 1. miejscu, wygrywając m.in. z Realem 4:0 i grało w 3. rundzie Pucharu UEFA, skąd odpadło po przegranej z Eintracht Frankfurt. Deportivo zajęło 2. miejsce w lidze.
W sezonie 1994/1995 w grudniu drużyna była na 2. miejscu w Lidze, a w Pucharze UEFA po wyeliminowaniu Rosenborga i Tirolu Innsbruck przegrała w dwumeczu z Borussią Dortmund. Po raz 3. w historii La Coruna zakwalifikowała się do pucharów i po raz pierwszy został zdobyty Copa del Rey. W sezonie grali m.in. Liańo – Nando, Ribera, Djukic, Voro, López-Rekarte – Fran, Donato, Aldana – Manjarín, Bebeto. 10 czerwca 1995 Arsenio Iglesiasa przestał być trenerem Deportivo. Zastąpił go Walijczyk John Benjamin Toshack. Latem w Superpucharze Hiszpanii Deportivo pokonało Real Madryt 3:0 u siebie i 2:1 na wyjeździe. W listopadzie 1995 Deportivo znalazło się na 12. miejscu w lidze, a ostatecznie na 9. W Pucharze Zdobywców Pucharów gracze la Corunii dotarli do półfinału, w którym dwukrotnie ulegli PSG 0:1 i 1:0. Po 4 sezonach Bebeto oświadczył, że wraca do Brazylii. Piłkarze tego sezonu to: Liańo – Nando/Villarroya, Paco, Djukic, Voro, López-Rekarte – Fran, Donato, Aldana/Alfredo – Manjarín, Bebeto.
W latach 1996/1997 klub podpisał 7-letni kontrakt z Canal+ na kwotę 135 mln euro. Podpisano kontrakty z graczami: Songo’o, Kouba, Naybet, Armado, Martins, Madar i Bonnissel. Z klubu odeszli Canales, López-Rekarte, Villarroya oraz Aldana. Zimą do klubu dołączyli Flávio Conceiçao, Héldera, Renaldo i Nuno, za których zapłacono w sumie 13 mln euro. Gracze w tym sezonie to m.in.: Songo’o – Nando, Djukic/Hélder, Naybet, Armando – Rivaldo, Mauro Silva, Martins, Donato – Manjarín, Renaldo.
W sezonie 1997/1998 do klubu dołączyli Djalminha i Luizăo. Rivaldo odszedł do Barcelony. Klub opuścił Miroslav Djukic. Drużyna odpadła z Pucharu UEFA po porażce z Auxerre, a ligę zakończyła na 12. miejscu. Skład w tym sezonie tworzyli Songo’o – Bonnissel, Naybet, Paco, Armando – Fran, Flávio Conceiçao, Mauro Silva, Donato, Djalminha – Bassir, Abreu. Po dwóch nieudanych sezonach w ostatnich 3 latach w końcu skład z graczami: Martins, Flávio Conceiçăo, Djalminha, Donato, Fran, Mauro Silva i Naybet zaczął się zgrywać. Poza tym prezydent Lendoiro sprowadził do klubu nowego trenera Javiera Iruretę. Narodziła się nowa era w klubie. Podpisano kontrakty z nowymi graczami: Romero, Manuel Pablo, Schürrer, Pauleta i ‘Turu’ Flores. Deportivo wygrało turniej Teresa Herrera pokonując Atlético Madryt i S.S. Lazio. Jednak nowy projekt potrzebował czasu i szczęśliwie Irureta go dostał. Niewiele brakowało, a La Coruna zakwalifikowałaby się do Ligi Mistrzów. Nową gwiazdą zespołu został Flores. Ostatecznie zespół zakończył rozgrywki na 6. miejscu. Gracze tego sezonu: Songo’o – Romero, Naybet, Schürrer, Armando – Fran, Flávio Conceiçao, Mauro Silva, Ziani, Djalminha – ‘Turu’ Flores.
Sezon 1999/2000 to prawdziwy przełom w drużynie. Do zespołu trafił Roy Makaay (8,6 mln euro), César Martín, Víctor Sánchez oraz Jokanovic. 19 maja 2000 roku Deportivo La Coruna zostało mistrzem Hiszpanii. Historyczny sukces świętowało 200 tysięcy osób na ulicach La Corunii. Do tego sukcesu przyczynili się przede wszystkim: Songo’o – Romero, Naybet, Donato, Manuel Pablo – ‘Turu’ Flores, Mauro Silva, Flávio Conceiçao, Víctor Sánchez, Djalminha – Makaay. W roku 2000 ze składu ubyli: Flávio Conceição oraz Pauleta. 31 mln euro zarobione na tych dwóch piłkarzach pozwoliło na ściągnięcie do klubu trio z Atlético: Molinę, Capdevilę oraz Valeróna, pomocników: Duschera, Emersona i Césara Sampaio oraz napastników Pandianiego i Tristána.
Bardzo dobry początek sezonu 2000/2001 (wyjątek to porażka 0:3 na Bernabeu) i pierwsze w historii punkty w Lidze Mistrzów (remis z Panathinaikosem 1:1, wygrana z HSV 2:1 i bezbramkowy rezultat w Juventusie). Klub wyszedł z grupy z pierwszego miejsca, wygrał na wyjeździe w kolejnej fazie rozgrywek z PSG. W lidze hiszpańskiej Deportivo w grudniu było na 1. miejscu, później przyszedł kryzys. Najpierw przyszła porażka w LM z Milanem 0:1, potem odpadnięcie z Copa del Rey z 2-ligowym Tenerife, a w lidze tylko 4 punkty z możliwych 12.  Sezon zakończyli jednak jako wicemistrzowie kraju. Po porażce z Milanem w LM oraz kolejnej przegranej z Galatasaray 0:1, Deportivo musiało wygrać 2 kolejne spotkania. Rewanż z Turkami zakończył się zwycięstwem 2:0. 13 marca 2001 roku Deportivo pokonało A.C. Milan i znalazło się w gronie ćwierćfinalistów LM. To był koniec z przygodą w tych rozgrywkach. Po zwycięstwie w pierwszym meczu przeciwko Leeds United 2:0, w rewanżu La Coruna poniosła porażkę 0:3 i odpadła z LM.
W sezonie 2001/2002 drużyna Deportivo La Coruña wzmocniła głównie swoje środkowe pole za pomocą zawodników takich jak Sergio, który kosztował 18 milionów euro, oraz Djorovic, Amaviscą i Héctorem. Wyniki z poprzedniego sezonu nie były przypadkowe, a potwierdzeniem osiągnięć klubu z Galicji było zwycięstwo 2:1 nad Manchesterem United we wrześniu 2001 roku. Choć wystąpiły pewne wahania, spowodowane porażką i remisem z Olimpiakosem w rozgrywkach europejskich, zwycięstwo 3:2 na Old Trafford pozwoliło Deportivo awansować. W lidze również drużyna odnosiła sukcesy i była liderem od 13 października do 1 grudnia 2001 roku. Niemniej jednak, jak zwykle na początku nowego roku, nastąpił okres słabszych wyników, a w lidze drużyna spadła na siódmą pozycję. W tym sezonie rywalizacja była bardzo wyrównana, a po 26 kolejkach prowadząca w tabeli Valencia miała 44 punkty, zaledwie 5 punktów przewagi nad ósmym Alaves. W Lidze Mistrzów Deportivo zmierzyło się z Juventusem. Dzięki interwencjom bramkarza Moliny, drużyna uniknęła porażki na wyjeździe, a na własnym boisku w La Coruña odniosła zwycięstwo 2:0. Pamiętny mecz na 100-lecie Realu Madryt w finale Copa del Rey zakończył się zwycięstwem Deportivo 2:1 po golach Sergio i Tristana. Zawodnicy Deportivo nie pozostawili złudzeń Arsenalowi w 1/8 finału Ligi Mistrzów. Niemniej jednak, ćwierćfinał okazał się nie do przejścia. Porażka w pierwszym meczu z Manchesterem United miała poważne konsekwencje. Jednak drużyna skupiła się na rozgrywkach ligowych, co zaowocowało kolejnym wicemistrzostwem i koroną króla strzelców dla Tristana, który zdobył 21 bramek. Poza tym Deportivo sięgnęło po Superpuchar po zwycięstwie nad Valencią. 
W 2002 roku klub sprowadził trzech zawodników: Jorge Andrade (za łączną kwotę 38 mln euro), Alberta Luque (24 mln euro) i 'Toro' Acuñę (30 mln euro). Mimo porażki u siebie w pierwszym meczu ligowym z Betisem, 18 września Roy Makaay osiągnął imponujący sukces, zdobywając 3 gole w meczu przeciwko Bayernowi Monachium, który zakończył się zwycięstwem Deportivo 3:2. Jednak 3 dni później ważny gracz, Valeron, doznał kontuzji, co odbiło się na wynikach zespołu. Porażka 0:4 z Milanem na stadionie Riazor była tego przykładem. W lidze drużyna spadła na 9. miejsce. Niemniej jednak, 29 października zwycięstwo nad Bayernem oraz późniejsze wygrane z już zakwalifikowanym Milanem na wyjeździe wystarczyły do awansu z grupy. Niestety, kontuzje i zawieszenia utrudniały działania trenera Irurety. 7 grudnia drużyna zajmowała ósme miejsce w lidze po remisie 1:1 z Recreativo Huelva. Okazało się jednak, że był to punkt zwrotny, podczas gdy sytuacja w rozgrywkach europejskich nie układała się tak korzystnie. Remis z Juventusem i porażka z Manchesterem United sprawiły, że Deportivo mogło skupić się na lidze i Copa del Rey. Trzy zwycięstwa w styczniu 2003 roku pozwoliły drużynie awansować na trzecie miejsce, z siedmioma punktami straty do nieoczekiwanego lidera - Realu Sociedad. Jednak w półfinale Pucharu Króla Deportivo zostało wyeliminowane przez Mallorcę. Dodatkowo porażka z Basel w Szwajcarii była kolejnym rozczarowaniem. Trzecie miejsce w lidze na koniec sezonu było lekkim niedosytem. W sierpniu 2003 roku Roy Makaay został sprzedany do Monachium za 19 milionów euro.
W sezonie 2003/2004 Deportivo zmierzyło się w III rundzie kwalifikacji do Ligi Mistrzów z Rosenborgiem Trondheim. Po remisie w Trondheim i zwycięstwie 1:0 u siebie piłkarze Deportivo rozpoczęli najlepszy w historii klubu występ w tych elitarnych rozgrywkach. W meczu grupowym przegrali z Monaco 3:8. Ten wynik nie przeszkodził jednak wyjściu z grupy i z dorobkiem 10 pkt. piłkarze awansowali do 1/8 finału. Tam zmierzyli się z Juventusem, który wyeliminowali, odnosząc dwa zwycięstwa po 1:0. Ćwierćfinałowy pojedynek z Milanem był historyczny. Po porażce w Mediolanie 1:4 nikt nie liczył na awans. Jednak kapitalny mecz na Riazor i efektowne zwycięstwo 4:0 pozbawiło Milan jakichkolwiek szansa na dalszą grę. W półfinale, po bezbramkowym remisie w Porto i przegranej u siebie po bramce z rzutu karnego Deportivo pożegnało się z Ligą Mistrzów. W lidze zespół grał przeciętnie. Po 8 kolejkach Deportivo zajmowało fotel lidera z 7 zwycięstwami i jedną porażką z Osasuną; ostatecznie zajęli ponownie 3. miejsce za Valencią i Barceloną. Był to piąty sezon z rzędu na podium.
Klub Deportivo spadł po ukończeniu rozgrywek na 18. miejscu w sezonie 2010/2011. W sezonie 2011/2012 Deportivo natychmiast wróciło do czołówki. Lassad Nouioui był najlepszym strzelcem z 14 golami, Andrés Guardado najlepszym asystentem i Álex Bergantiñosem jedynym graczem, który uczestniczył we wszystkich meczach ligowych. W Segunda División drużyna zdobyła 91 punktów i zakończyła rozgrywki na pierwszym miejscu.
W sezonie 2012/2013, po burzliwej kampanii, w której to drużynę prowadziło trzech różnych menedżerów, Deportivo zajęło 19. miejsce, po czym ponownie spadło do Segunda División. Deportivo zakończyło jednak sezon 2013/2014 na 3. miejscu, gwarantując po raz drugi w ciągu trzech lat awans. W sezonie 2017/2018 klub z Galicji ponownie doświadczył relegacji z najwyższego stopnia rozgrywkowego, po domowej porażce 2:4 przeciwko FC Barcelonie. W następnym sezonie, zajęli 6. miejsce w Segunda División, następnie przegrywając finał baraży o awans z RCD Mallorca. 
W sezonie 2019/2020, Deportivo spadło do Segunda División B, po raz pierwszy od 39 lat. W kolejnym sezonie – w wyniku zmian organizacyjnych w hiszpańskim systemie ligowym – Galicyjczycy przystąpili do rozgrywek w nowo utworzonej Primera División RFEF. W sezonie 2022/2023 Deportivo przegrało półfinał baraży o awans do Segunda División z CD Castellón.
Po czterech sezonach spędzonych na trzecim szczeblu, Deportivo wywalczyło awans do Segunda División w sezonie 2023/2024, kończąc rozgrywki na pierwszym miejscu w grupie 1 Primera Federación. Decydujący o awansie mecz z FC Barceloną Atlètic w 36. kolejce obejrzało 31 833 widzów, co ustanowiło rekord frekwencji tego szczebla, a samo spotkanie zakończyło się zwycięstwem 1:0 po bramce Lucasa Péreza. Deportivo zostało mistrzem Primera Federación 2023/2024 po zwycięstwach 2:1 i 4:2 w dwumeczu ze zwycięzcą drugiej grupy CD Castellón. 

## Sukcesy
- Mistrzostwo Hiszpanii: 1
  - 2000
- Puchar Hiszpanii: 2
  - 1995, 2002
- Superpuchar Hiszpanii: 3
  - 1995, 2000, 2002

## Sezon po sezonie
| Sezon   | Liga                  | Pozycja         | Punkty            | Bramki                  | Uwagi                                                                           |
| ------- | --------------------- | --------------- | ----------------- | ----------------------- | ------------------------------------------------------------------------------- |
| 1991/92 | La Liga               | 17              | 31                | 37:48                   | wygrany baraż o utrzymanie z Real Betis                                         |
| 1992/93 | La Liga               | 3               | 54                | 67:33                   | kwalifikacja do Pucharu UEFA                                                    |
| 1993/94 | La Liga               | 2               | 56                | 54:18                   | kwalifikacja do Pucharu UEFA                                                    |
| 1994/95 | La Liga               | 2               | 51                | 68:32                   | kwalifikacja do Pucharu Zdobywców Pucharów                                      |
| 1995/96 | La Liga               | 9               | 61                | 63:44                   |                                                                                 |
| 1996/97 | La Liga               | 3               | 77                | 57:30                   | kwalifikacja do Pucharu UEFA                                                    |
| 1997/98 | La Liga               | 12              | 49                | 44:46                   |                                                                                 |
| 1998/99 | La Liga               | 6               | 63                | 55:43                   | kwalifikacja do Pucharu UEFA                                                    |
| 1999/00 | La Liga               | 1               | 69                | 66:44                   | kwalifikacja do Ligi Mistrzów                                                   |
| 2000/01 | La Liga               | 2               | 73                | 73:44                   | kwalifikacja do Ligi Mistrzów                                                   |
| 2001/02 | La Liga               | 2               | 68                | 65:41                   | kwalifikacja do Ligi Mistrzów                                                   |
| 2002/03 | La Liga               | 3               | 72                | 67:47                   | kwalifikacja do Ligi Mistrzów                                                   |
| 2003/04 | La Liga               | 3               | 71                | 60:34                   | kwalifikacja do Ligi Mistrzów                                                   |
| 2004/05 | La Liga               | 8               | 51                | 46:50                   | kwalifikacja do Pucharu Intertoto                                               |
| 2005/06 | La Liga               | 8               | 55                | 47:45                   |                                                                                 |
| 2006/07 | La Liga               | 13              | 47                | 32:45                   |                                                                                 |
| 2007/08 | La Liga               | 9               | 52                | 46:47                   | kwalifikacja do Pucharu Intertoto                                               |
| 2008/09 | La Liga               | 7               | 58                | 48:47                   |                                                                                 |
| 2009/10 | La Liga               | 10              | 47                | 35:49                   |                                                                                 |
| 2010/11 | La Liga               | 18              | 43                | 31:47                   | spadek do Segunda División                                                      |
| 2011/12 | Segunda División      | 1               | 91                | 76:45                   | awans do Primera Division                                                       |
| 2012/13 | La Liga               | 19              | 35                | 47:70                   | spadek do Segunda División                                                      |
| 2013/14 | Segunda División      | 2               | 69                | 48:36                   | awans do Primera Division                                                       |
| 2014/15 | La Liga               | 16              | 35                | 35:60                   |                                                                                 |
| 2015/16 | La Liga               | 15              | 42                | 45:61                   |                                                                                 |
| 2016/17 | La Liga               | 16              | 36                | 43:61                   |                                                                                 |
| 2017/18 | La Liga               | 18              | 29                | 38:76                   | spadek do Segunda División                                                      |
| 2018/19 | Segunda División      | 6               | 68                | 50:32                   | przegrany finał baraży o awans z RCD Mallorca                                   |
| 2019/20 | Segunda División      | 19              | 51                | 43:60                   | gorszy bilans meczów bezpośrednich z Ponferradiną, spadek do Segunda División B |
| 2020/21 | Segunda División B    | 4 (1F) → 2 (2F) | 29 (1F) → 39 (2F) | 14:10 (1F) → 22:13 (2F) | awans do nowo utworzonej Primera División RFEF                                  |
| 2021/22 | Primera División RFEF | 2               | 74                | 59:29                   | przegrany finał baraży o awans z Albacete Balompié                              |
| 2022/23 | Primera Federación    | 4               | 67                | 53:29                   | przegrany półfinał baraży o awans z CD Castellón                                |
| 2023/24 | Primera Federación    | 1               | 78                | 64:27                   | awans do Segunda División                                                       |

| Oznaczenie kolorami |
| ------------------- |
| I poziom ligowy     |
| II poziom ligowy    |
| III poziom ligowy   |

## Strona internetowa
- Oficjalna strona klubu